# Berizky (obwód mikołajowski)
Berizky (ukr. Берізки) – wieś na Ukrainie, w obwodzie mikołajowskim, w rejonie perwomajskim, w hromadzie Krywe Ozero. W 2001 liczyła 1280 mieszkańców, spośród których 1257 wskazało jako ojczysty język ukraiński, 10 rosyjski, 6 mołdawski, 2 bułgarski, 2 białoruski, a 3 ormiański.